# SpVgg Untertürkheim 07
SpVgg Untertürkheim 07  was een Duitse voetbalclub uit Stuttgart, meer bepaald uit het stadsdeel Untertürkheim. 

## Geschiedenis
De club werd in 1907 opgericht als FV Viktoria 07. In 1909 sloot de club zich bij Turnerbund Untertürkheim en werd daar de voetbalafdeling. Op 18 november 1921 werd de voetbalafdeling terug zelfstandig onder de oorspronkelijke naam FV Viktoria. In 1933 fuseerde de club met FV Stadion Untertürkheim tot SpVgg Untertürkheim. 
In 1937 deed de club mee aan de eindronde om promotie naar de Gauliga Württemberg, maar werd slechts vierde. Drie jaar later deed de club opnieuw mee en werd in een groep met SpVgg Ludwigsburg 07 en SV Spaichingen eerste en promoveerde. De club speelde nu in de hoogste klasse en deze bleek een maatje te groot. Tegen VfB Stuttgart verloren ze met 1:12. De club eindigde tiende op twaalf clubs en de grootste thuiszege was een 6:1 overwinning op SpVgg Cannstadt en de grootste uitzege een 0:5 bij Stuttgarter SC. Door het feit dat de competitie werd teruggebracht van twaalf naar tien clubs moest de club degraderen. 
Om een volwaardig team te kunnen opstellen aan het einde van de Tweede Wereldoorlog gingen vele clubs een tijdelijke fusie aan. SpVgg fuseerde kort met FV Wangen tot KSG Untertürkheim/Wangen en speelde, zonder zich sportief te kwalificeren, opnieuw in de hoogste klasse nadat deze in drie reeksen verdeeld werd. De club speelde dat seizoen slechts vijf wedstrijden en het seizoen werd niet voltooid. Na de oorlog werden alle Duitse sportclubs ontbonden. Een aantal clubs, waaronder ook SpVgg verenigden zich dat jaar nog in het nieuwe SG 07 Untertürkheim. 